# Palaquium merrillii
Palaquium merrillii är en tvåhjärtbladig växtart som beskrevs av Marcel Marie Maurice Dubard. Palaquium merrillii ingår i släktet Palaquium och familjen Sapotaceae.
Artens utbredningsområde är Filippinerna. Inga underarter finns listade i Catalogue of Life.

## Bildgalleri

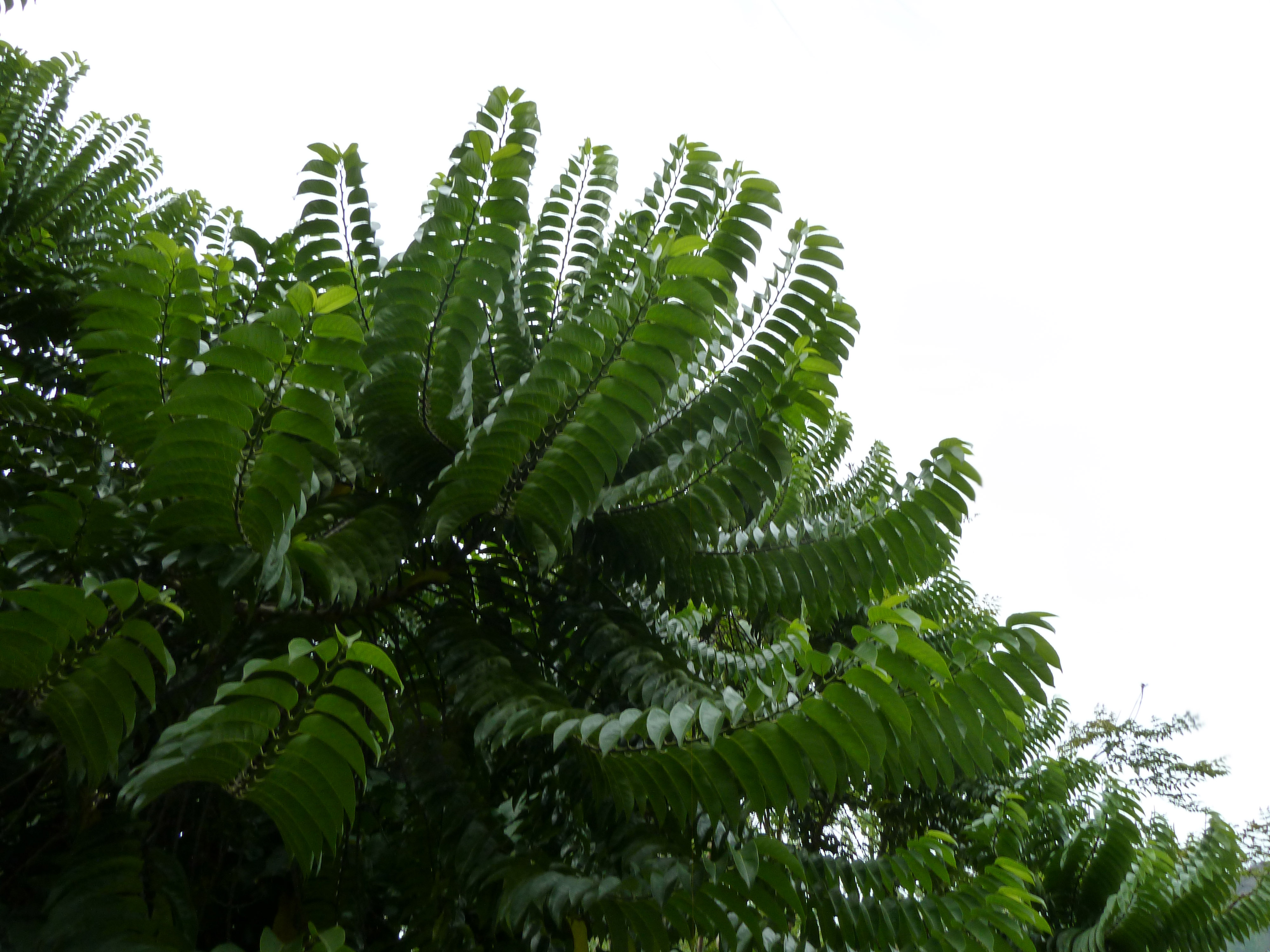
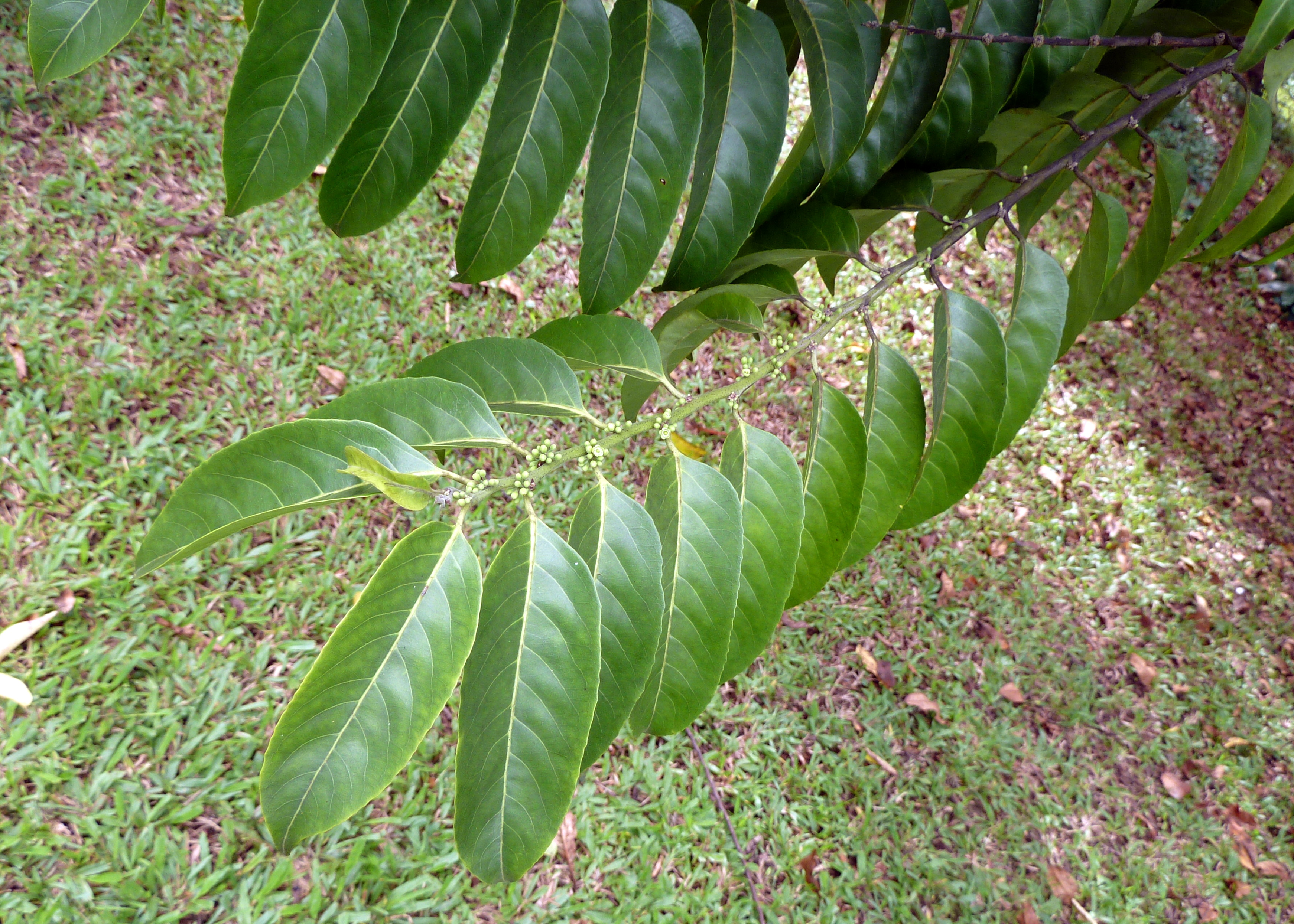
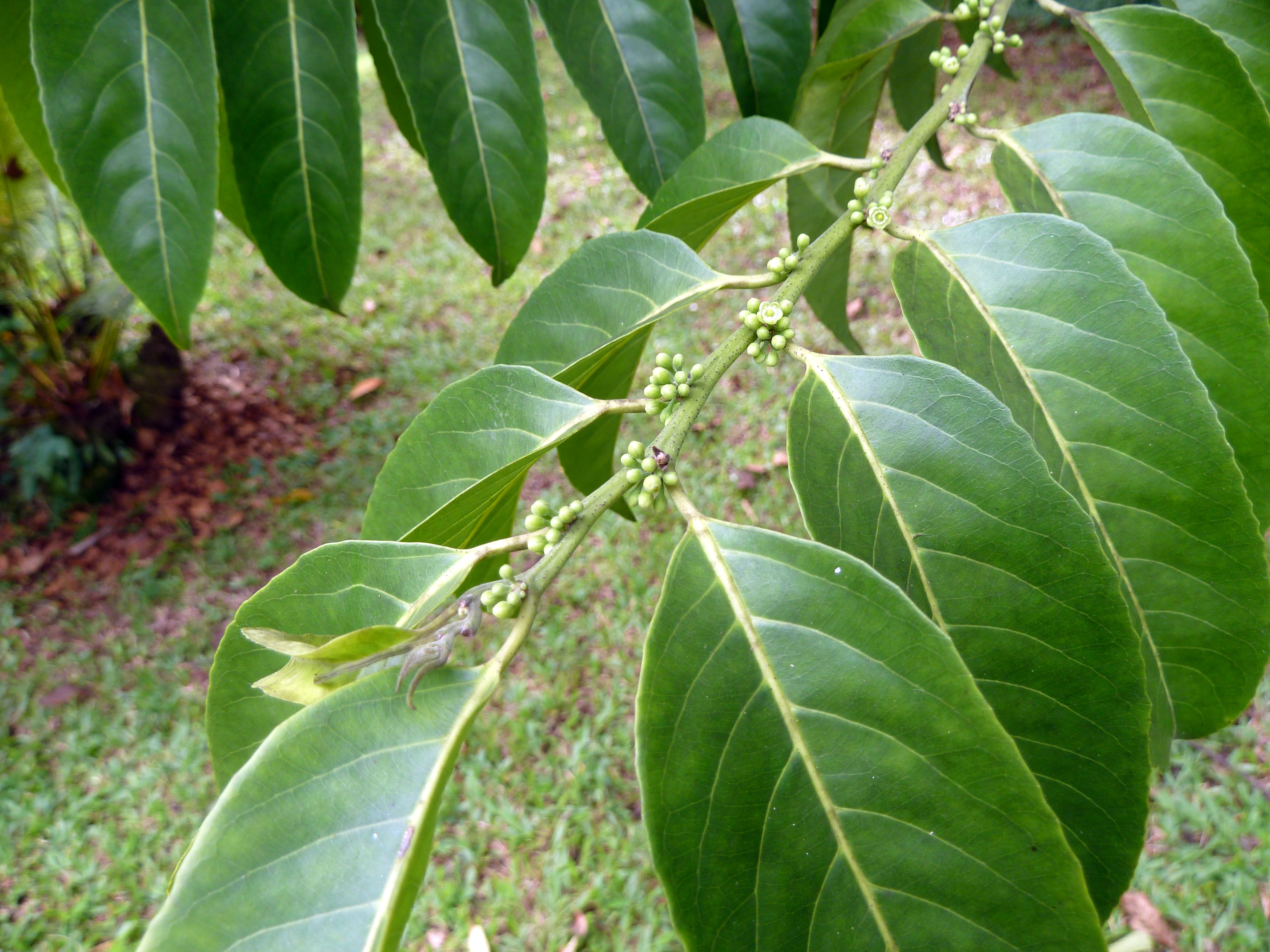
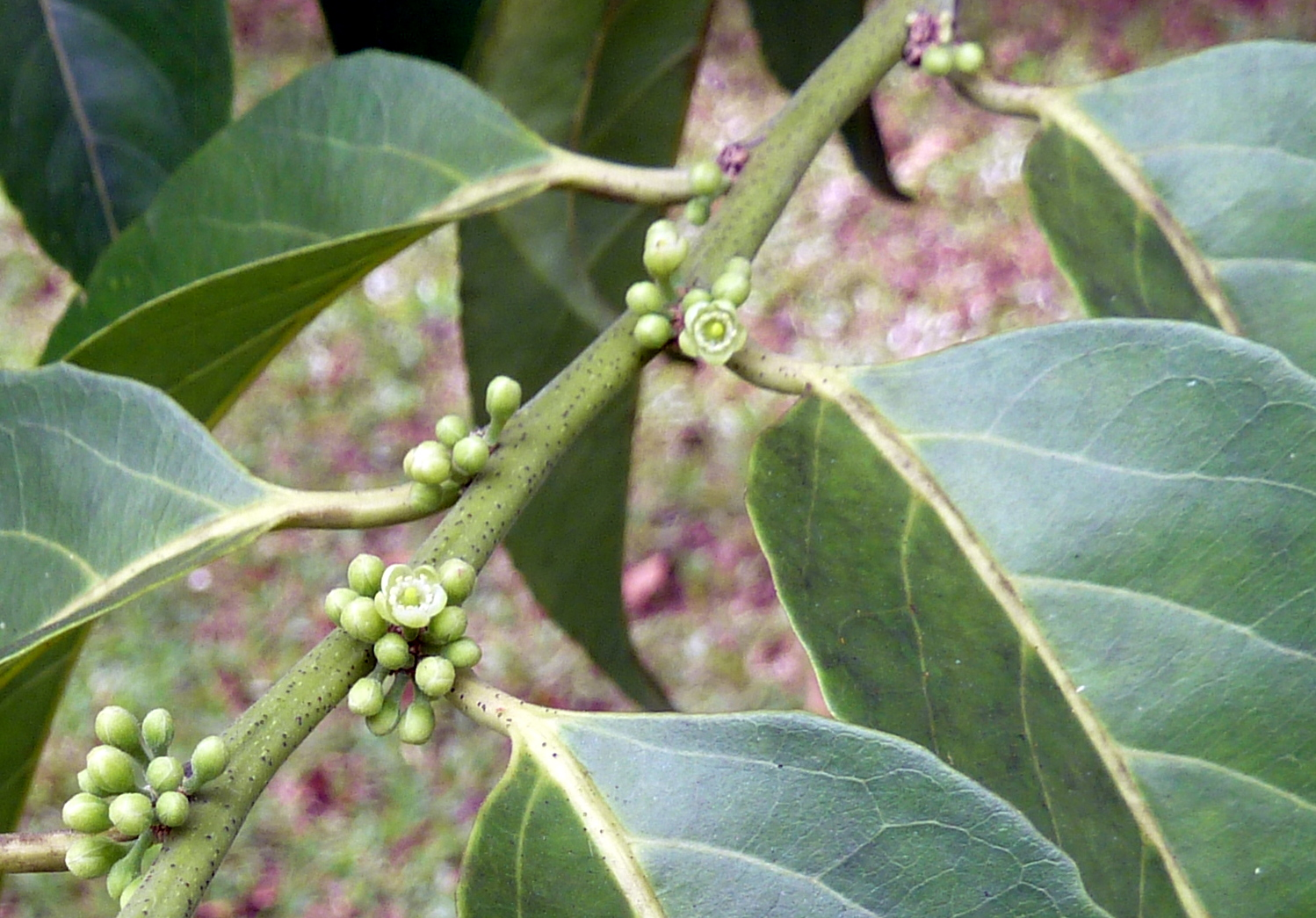
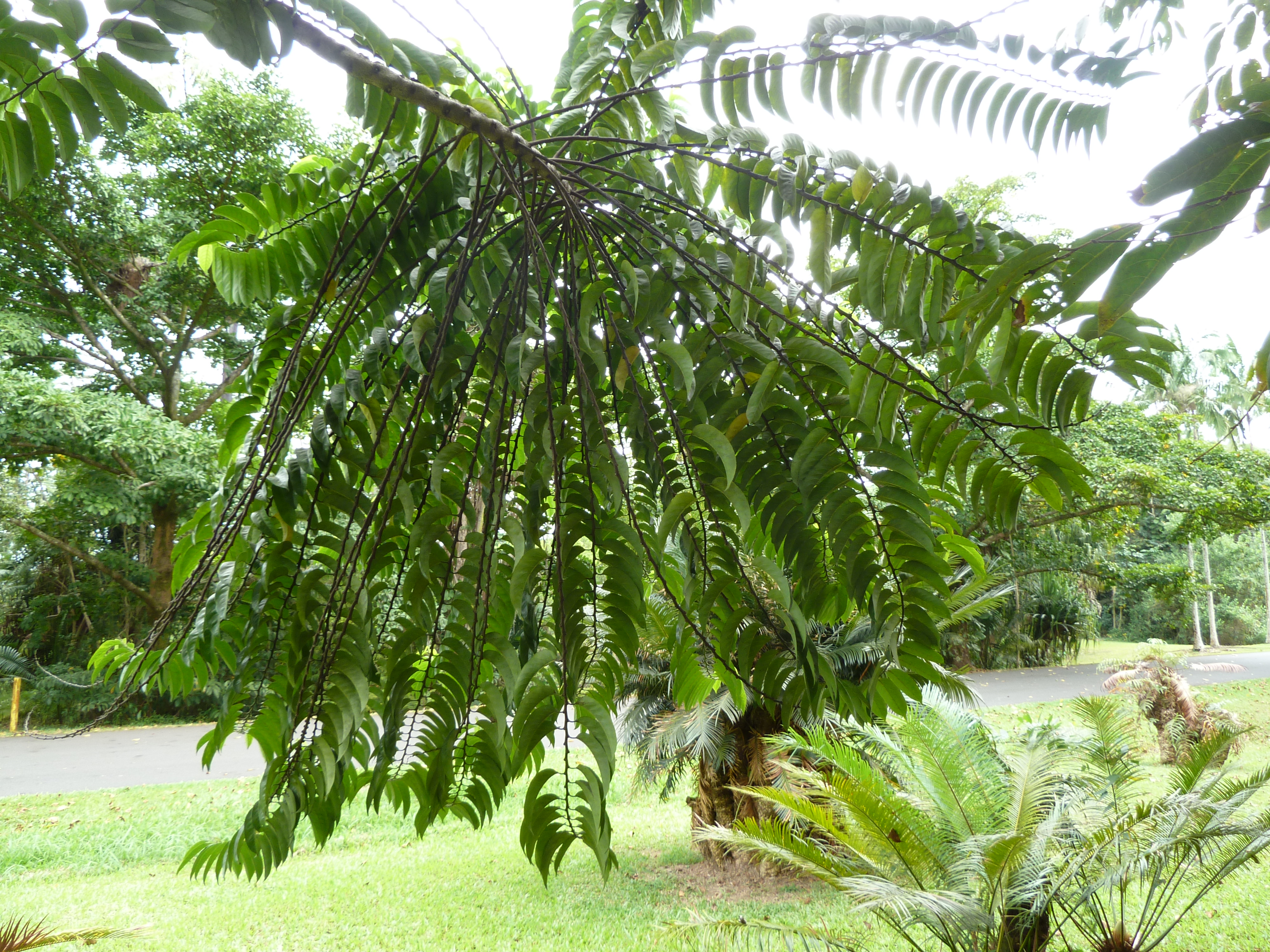
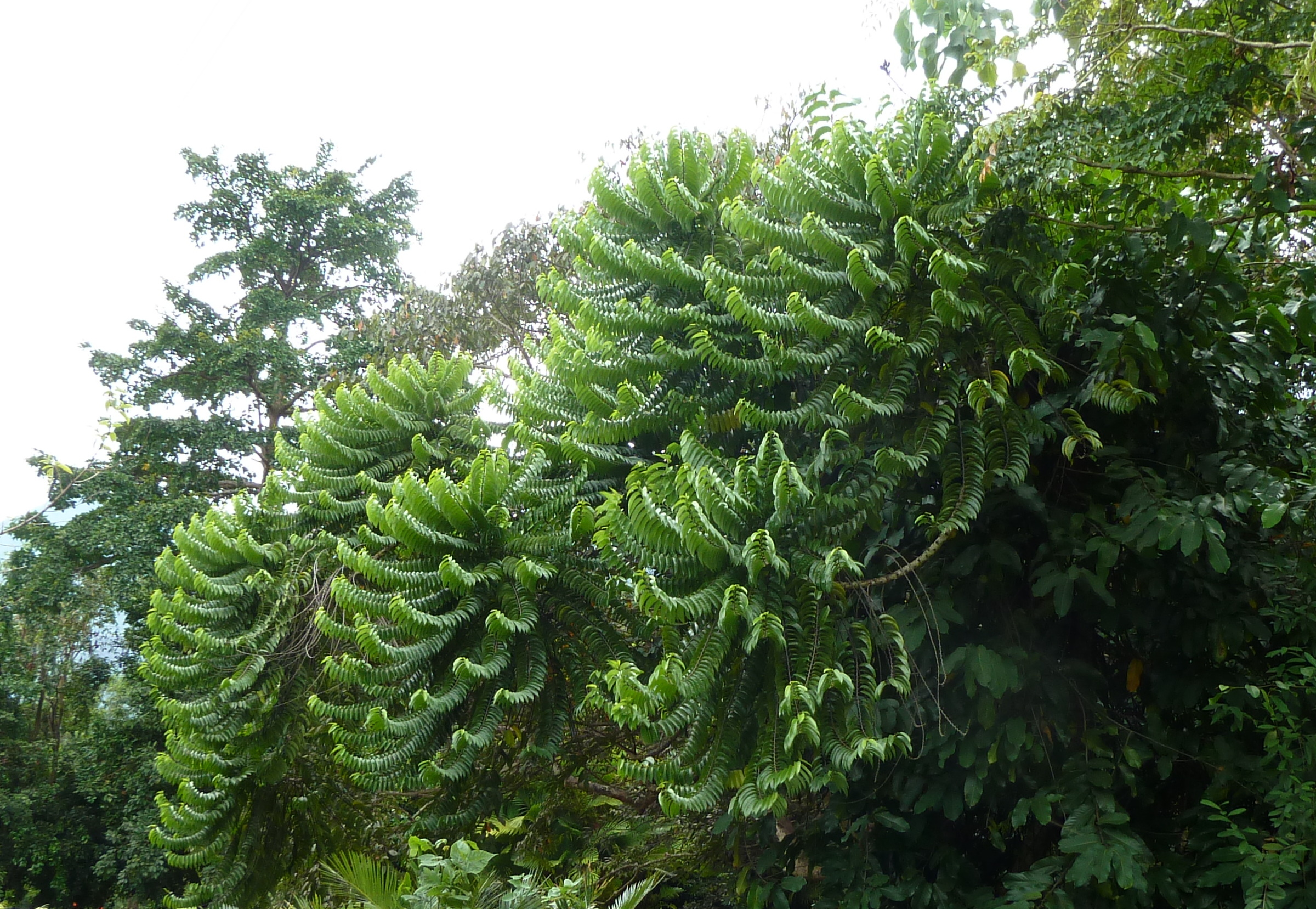